# Cirrochroa princesa
Cirrochroa princesa är en fjärilsart som beskrevs av Hans Fruhstorfer 1904. Cirrochroa princesa ingår i släktet Cirrochroa och familjen praktfjärilar. Inga underarter finns listade i Catalogue of Life.